# Jean-Yves Moine
Pour les articles homonymes, voir Moine (homonymie).
Jean-Yves Moine, né en 1945, est un nageur et joueur de water-polo français, licencié au Cercle des nageurs de Marseille.
Il compte 28 sélections en équipe de France de water-polo masculin.
Avec le CN Marseille, il remporte cinq titres de champion de France de water-polo (1965, 1966, 1967, 1969, 1970,,,,).